# شيلا هدسون
شيلا هدسون (بالإنجليزية: Sheila Hudson) هي منافسة ألعاب القوى أمريكية، ولدت في 30 يونيو 1967 في فورتسبورغ في ألمانيا.

## وصلات خارجية
- شيلا هدسون على موقع الاتحاد الدولي لألعاب القوى (الإنجليزية)
- شيلا هدسون على موقع أوليمبيديا (الإنجليزية)